# Kentucky Bluegrass Stallions
I Kentucky Bluegrass Stallions sono stati una società di pallacanestro statunitense con sede a Georgetown, nel Kentucky.
Nacquero nel 2009 nella ABA 2000, trasferendosi nella PBL dopo la prima stagione. Scomparvero al termine della stagione 2011.

## Stagioni
| Stagione | Lega     | Denominazione                | V  | P  | %    | Piazzamento | Play-off             |
| -------- | -------- | ---------------------------- | -- | -- | ---- | ----------- | -------------------- |
| 2009-10  | ABA 2000 | Kentucky Bluegrass Stallions | 13 | 7  | 65,0 | 1º          | Finale di conference |
| 2011     | PBL      | Kentucky Bluegrass Stallions | 6  | 14 | 30,0 | 6º          | -                    |